# Hypsiboas alemani
Espèce
Synonymes
- Hyla alemani Rivero, 1964

Statut de conservation UICN

 DD  : Données insuffisantes
Hypsiboas alemani est une espèce d'amphibiens de la famille des Hylidae.

## Répartition
Cette espèce est endémique de l'Aragua au Venezuela.

## Étymologie
Cette espèce est nommée en l'honneur de César Alemán G..

## Publication originale
- Rivero, 1964 : Salientios en la colección de la Sociedad de Ciencias Naturales La Salle de Venezuela. Caribbean Journal of Science, vol. 4, no 1, p. 297-305.